# 冯常
冯常（?—?），王莽建立的新朝时代的官员。
王莽改西汉九卿之一的大司农为羲和，后来改为纳言，一卿属下设置大夫三人，一大夫属下设置元士三人。冯常担任纳言。公元10年，王莽设“六筦”之令，对酒、盐、铁、铸钱、名山大泽、五均赊贷等六类与民生物资或经济活动进行管制。所谓五均是对丝、绵、布、帛、五谷等的价格管制。公元17年，再次强调六筦之令。担任纳言的冯常劝谏王莽，反对六筦，王莽大怒，免除了冯常的官职。任命严尤担任纳言。